# Transjön (Ålems socken, Småland)
Transjön är en sjö i Mönsterås kommun i Småland och ingår i Alsteråns huvudavrinningsområde. Sjön är 2 meter djup, har en yta på 0,011 kvadratkilometer och befinner sig 40 meter över havet.